# Элшемус, Луи
Луи Мишель Элшемус (4 февраля 1864 – 29 декабря 1941) - американский художник, мастер   пейзажей и стиля ню.  Художник имел академическое образование, но большая часть его работ  имеет характер наивного искусства.

## Биография
Луи Элшемус родился в богатой семье неподалёку от Ньюарк, Нью-Джерси. Элшемус получил образование в Европе, после чего провел два года в Корнеллском университете изучая искусствознание в художественной студенческой Лиге Нью-Йорка. Он также учился живописи в частном порядке у американского пейзажиста Роберта Кранелля (Crannell) (1839-1904). Впоследствии он учился также у Бугро, в Академии Джулиана в Париже и много путешествовал по Европе, Африке и Южным морям, вернувшись в семейный особняк в Нью-Йорке, где ему предстояло прожить всю оставшуюся жизнь.

## Творчество
На ранние пейзажи Луи Элшемус оказала влияние Барбизонская школа живописи и художники Жан Батист Коро, Джордж Иннесс и Альберт Пинкхам Райдер.  Около 1910 года его  фантазия  стала более выраженной, а его техника стала грубее; отныне он часто рисовал на картоне вместо холста. Его работы стали более своеобразными. Он развил в себе привычку посещать художественные галереи и громко обсуждать картины на выставке.
Его поздние работы с изображением пейзажей в лунном свете с нимфами вызывали у современников ужас из-за грубых улыбок нимф.  Они показательно резвились в лесах или водопадах, в одиночестве или в группах, иногда бросая вызов притяжению, плавая по воздуху. Его картины Нью-Йоркских крыш являются лирическими.
Луи Элшемус также писал стихи и прозу, сочинял музыку, рисовал, философствовал и прославился своими многочисленными, часто ядовитыми письмами в редакции различных изданий Нью-Йорка. Отсутствие публичного признания приводило его к отчаянным мерам. Приблизительно в 1890 году он стал подписывать свои картины "Elshemus" (он вернулся к оригинальной орфографии в 1913 году). На бланках и  самиздатовских листовках он хотел провозгласить свои умения: "педагог, бывший актер, врач, флюид - пророк и мистик,  лингвист со знание 5 языков", а также спортсмен мирового класса и стрелок,  музыкант, чьи импровизации якобы конкурировали с композициями Шопена. Все это только усилило впечатление, придавало исключительную образность его картинам, вызывало подозрение, что он либо сумасшедший, либо шарлатан.
Луи Элшемус имел и сторонников своего творчества. Так Марсель Дюшан, который "открыл" для себя художника в 1917 году, в том же году предложил ему выставиться совместно в Париже. Джозеф Стелла был также его поклонником и обратил внимание на особо изысканные портреты мастера. Его работы были в целом хорошо приняты французскими зрителями и критиками.  Дюшан впоследствии помог мастеру организовать его первую персональную выставку в 1920 году в Нью-Йорке.  Последняя часть его жизни была посвящена саморекламе.
Постепенно творчество художника получало признание. Так, коллекционер Виктор Ганц в юношеские годы начал собирать предметы искусства с покупки акварелей Луи Элшемуса, Жюля Паскиня, масляной живописи Рафаэля Соера.
Получив травму в автомобильной катастрофе в 1932 году, художник становился все более нелюдимым. Его здоровье ухудшилось, семья разрушилась. В 1941 году он скончался.
После смерти Луи Элшемуса его работы получили широкое признание. Один из почитателей художника, Рой Нойбергер, пожертвовал крупную сумму для размещения работ художника в художественном музее Нойбергера и в колледже штата Нью-Йорк.

## Картины

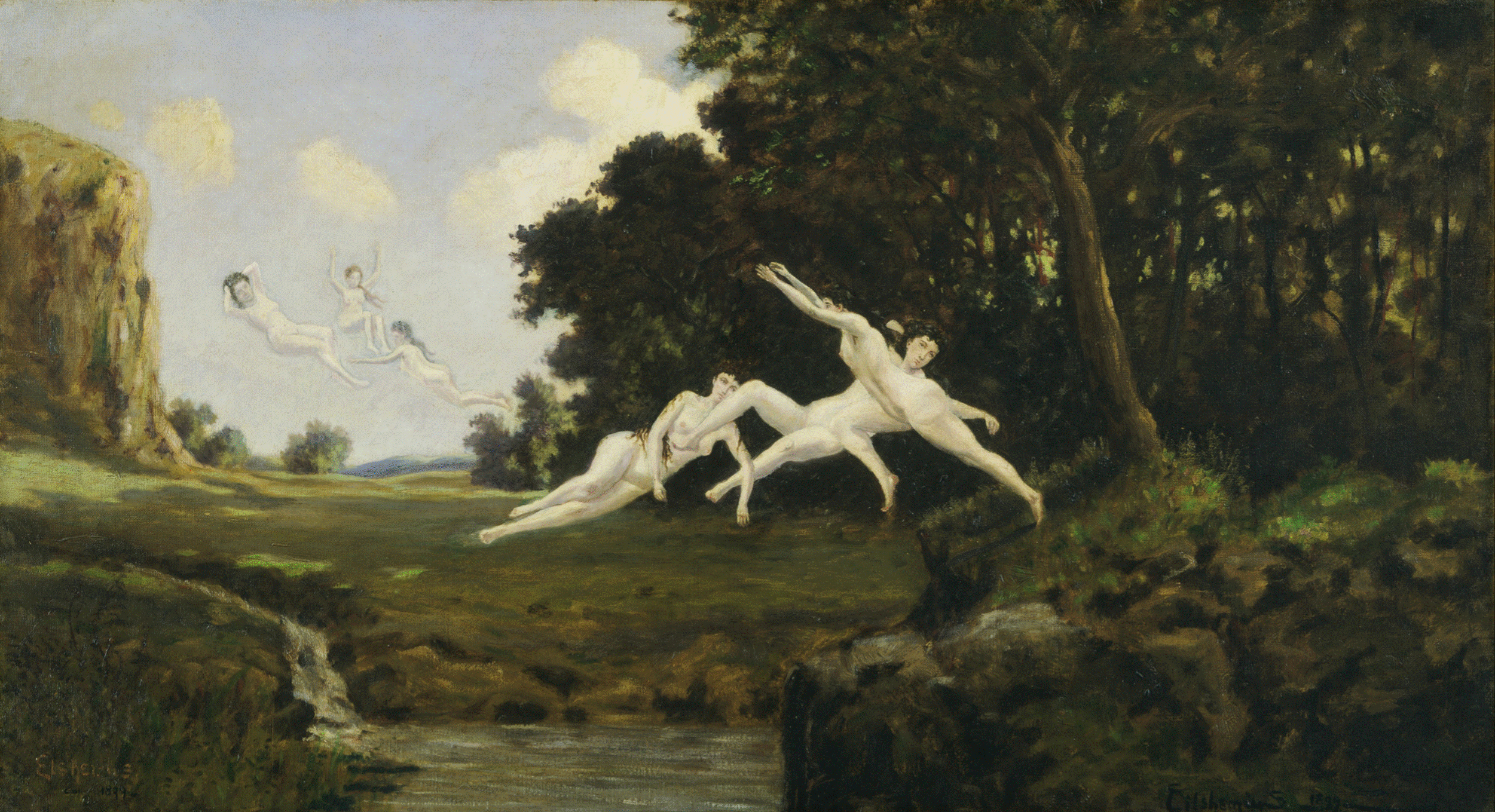
Луи Элшемус: Послеполуденный ветер (1899)
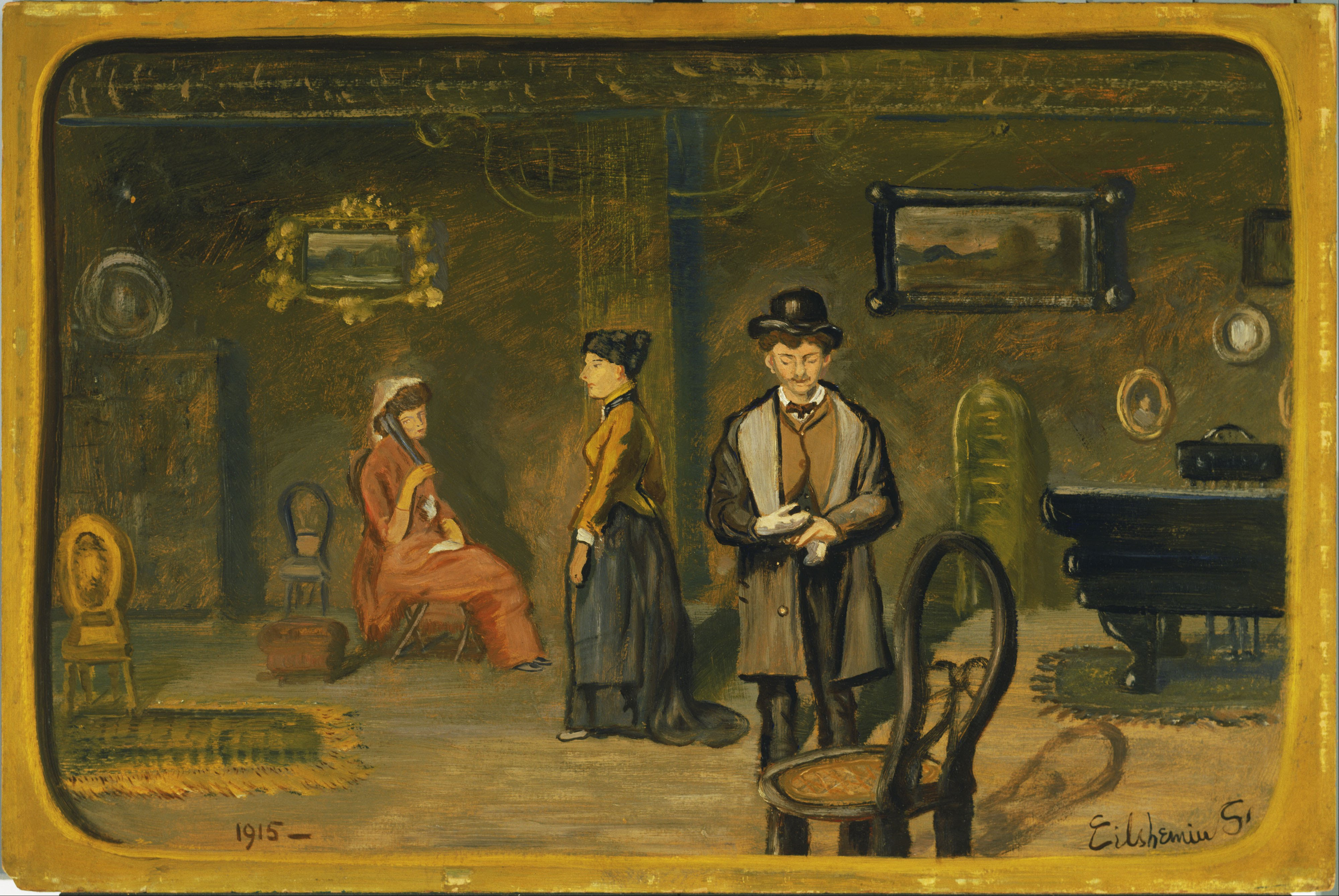
Луи Элшемус: Отвергнутый Жених
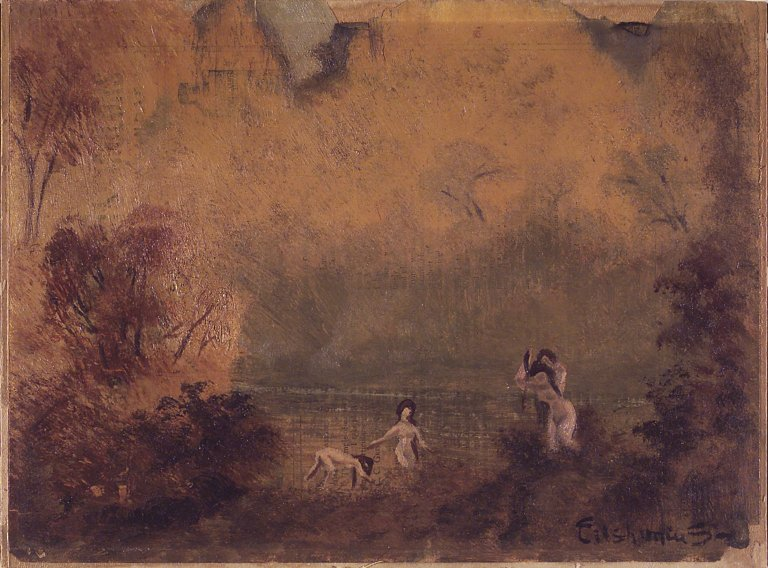
Луи Элшемус:overall
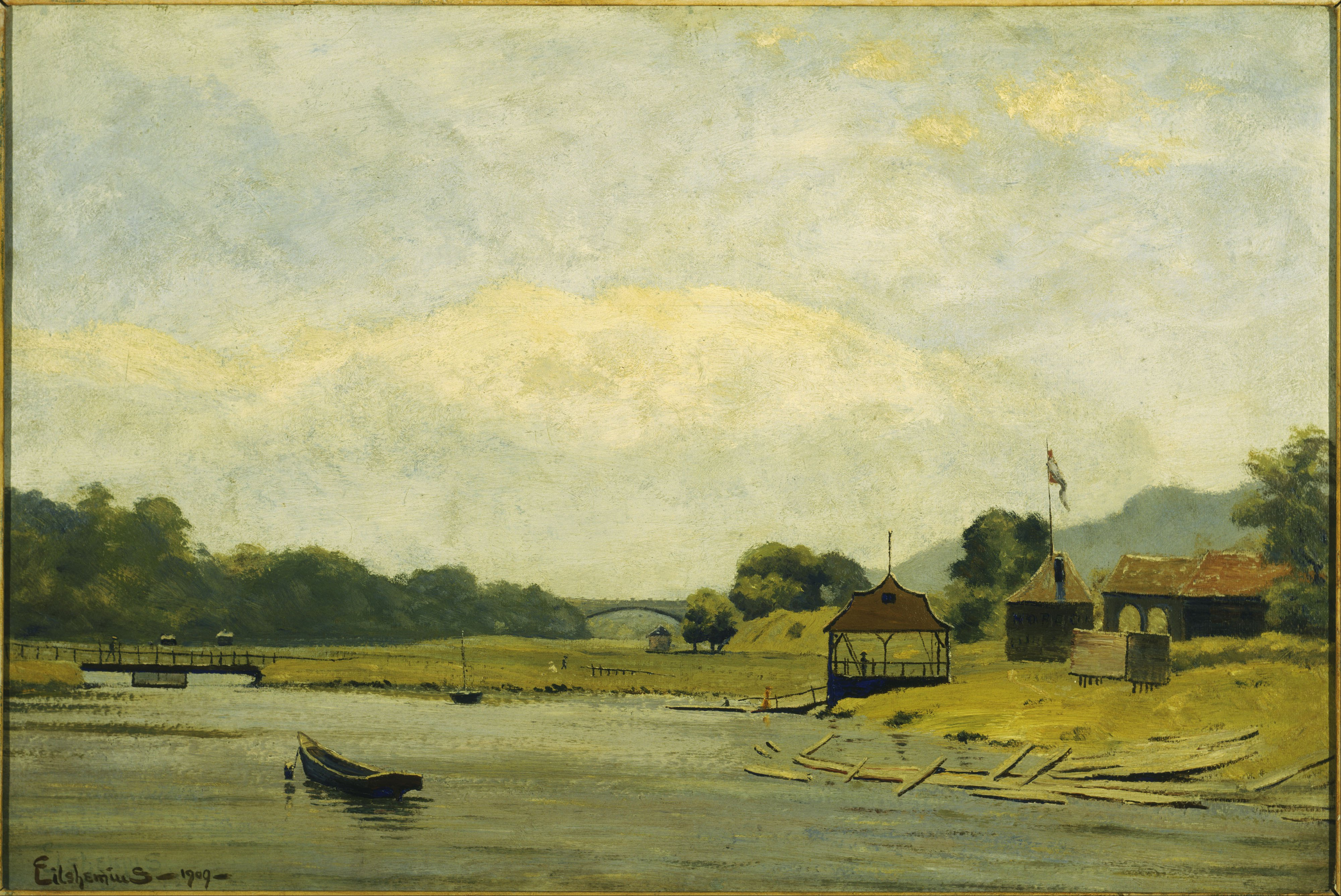
Луи Элшемус: Кингсбридж
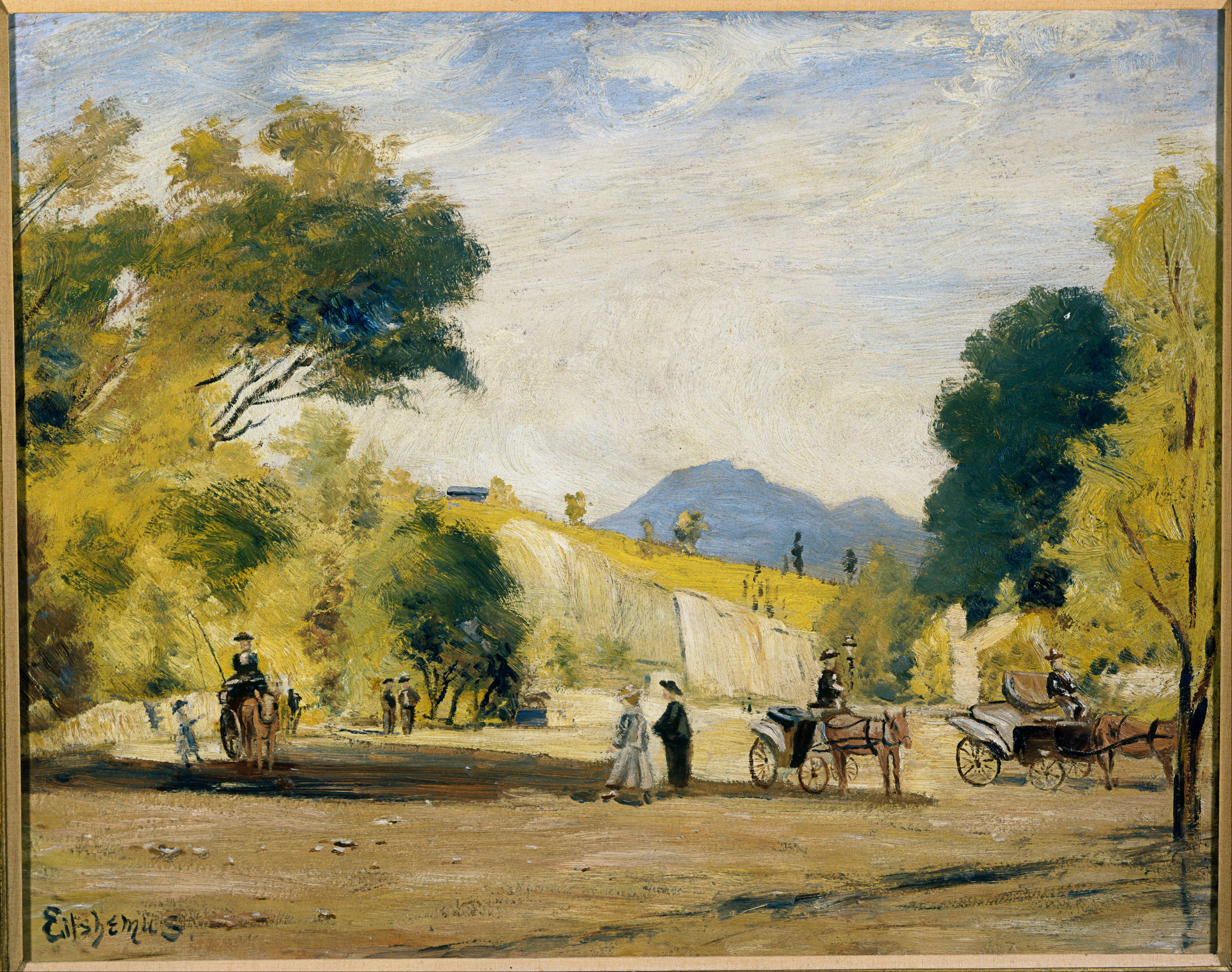
Луи Элшемус:Кабины для автомобилей

## Внешние ссылки
- Обзор работ Элшемуса
- Художественный музей Нойбергера